# 小浜市立小浜中学校
小浜市立小浜中学校（おばましりつ おばまちゅうがっこう）は、福井県小浜市雲浜にある市立中学校。通称は「浜中（はまちゅう）」。

## 概要
小浜市内の中学校では最初に設置された。第二次世界大戦降伏後の学制改革によって小浜町立小浜中学校として開校した。1951年、小浜市が発足し、現在の校名となった。

## 沿革
- 1947年5月1日 - 小浜町立小浜中学校創立
- 1948年9月15日 - 小浜町、今富村、国富村、内外海村との組合立中学である組合立小浜中学校が許可
- 1951年
  - 3月30日 - 小浜市発足により小浜市立小浜中学校となる
  - 7月15日 - 福井県立若狭高等学校と校舎校地を交換し、現在地に移転
- 1952年4月1日 - 校章制定
- 1953年2月15日 - 校歌（羽溪了諦作詞、石桁真礼生作曲）制定
- 1954年3月3日 - 校旗制定
- 1985年11月14日 - 全国保健体育優良校表彰
- 2007年11月20日 - 「確かな学力育成のための実践研究事業」研究発表会（文科省・県教委・市教委指定）
- 2008年4月 - 「全国学力･学習状況調査等を生かした学校改善の推進に係る実践研究」調査活用協力校（県教委指定）
- 2009年2月 - 研究発表会「全国学力・学習状況調査実践協力校」（文部科学省・県・市指定）
- 2010年
  - 2月19日 - 生徒会が小浜市教育委員会賞を受賞
  - 7月17日 - 富士通MCコマーシャルフィルム撮影に市の依頼で校舎及び生徒協力[1]
  - 10月29日 - 東海・北陸地区中学校技術・家庭科研究大会福井大会の公開授業を開催
- 2011年3月19日 - 文部科学省から「洗心館」が国の登録有形文化財（建造物）に登録される[2]

## 学校教育目標
志気高き浜中生の育成 

### めざす学校像
- 生徒にとって夢があり活力のある学校
- 教職員にとって働きがいがあり自慢できる学校
- 保護者・地域にとって信頼でき共に歩める学校

### めざす生徒像
- 主体性
- 創造性
- 協働性

### めざす教師像
- 強い情熱と使命感を持つ教師
- 確かな力量を持つ教師
- 豊かな人間性を持つ教師

## 学校行事
| - 4月 入学式・始業式 - 5月 遠足 - 6月 | - 7月 終業式 - 8月 - 9月 始業式・体育祭 | - 10月 - 11月 合唱コンクール - 12月 終業式 | - 1月 始業式 - 2月 球技大会 - 3月 卒業式・修学旅行・終業式 |

## 通学区域
- 小浜市
  - 清滝、津島、多賀、鈴鹿、塩竃、生玉、玉前、今宮、広峰、白鬚、酒井、駅前町、竜田、住吉、日吉、神田、大宮、男山、鹿島、白鳥、貴船、浅間、大原、香取、飛鳥、青井、南川町、後瀬町、上竹原、関、千種一丁目、千種二丁目、大手町、四谷町、一番町、城内一丁目、城内二丁目、雲浜一丁目、雲浜二丁目、山手一丁目、山手二丁目、山手三丁目、水取一・二丁目、水取三・四丁目、堀屋敷、板屋町、小湊、大湊、北塩屋、西長町、北長町、西津福谷、新小松原、下竹原、小松原川東、小松原川西、(山王前)、(松ヶ崎)、甲ヶ崎、阿納尻、加尾、西小川、宇久、若狭、仏谷、堅海、泊、阿納、犬熊、志積、矢代、田烏[3]

## 進学前小学校
- 小浜市立小浜小学校
- 小浜市立雲浜小学校
- 小浜市立西津小学校
- 小浜市立内外海小学校

## 著名な卒業生
- 三井徹（音楽学者、金沢大学名誉教授）
- 松崎晃治（政治家、第9代小浜市長）
- 川口晴美（詩人）
- 杉田あきひろ（歌手、俳優、NHKおかあさんといっしょ9代目うたのおにいさん）
- 高井麻巳子（おニャン子クラブ、秋元康夫人）
- 海津富美代（卓球オリンピック選手）
- 紅夜叉（女子プロレスラー）
- 坂田佳子（ジャズシンガー）
- 新谷義人（ウエイトリフティング選手）
- 朝倉康心（プロ雀士）

## その他
2007年 - 2008年に放送された連続テレビ小説『ちりとてちん』では、2007年6月に同校の教室でロケがおこなわれた。劇中の「小浜第二高等学校」での場面を収録し、和田喜代美役を演じる貫地谷しほりも撮影に参加した。